# Moraea barnardii
Moraea barnardii är en irisväxtart som beskrevs av Harriet Margaret Louisa Bolus. Moraea barnardii ingår i släktet Moraea och familjen irisväxter. Inga underarter finns listade i Catalogue of Life.

## Bildgalleri

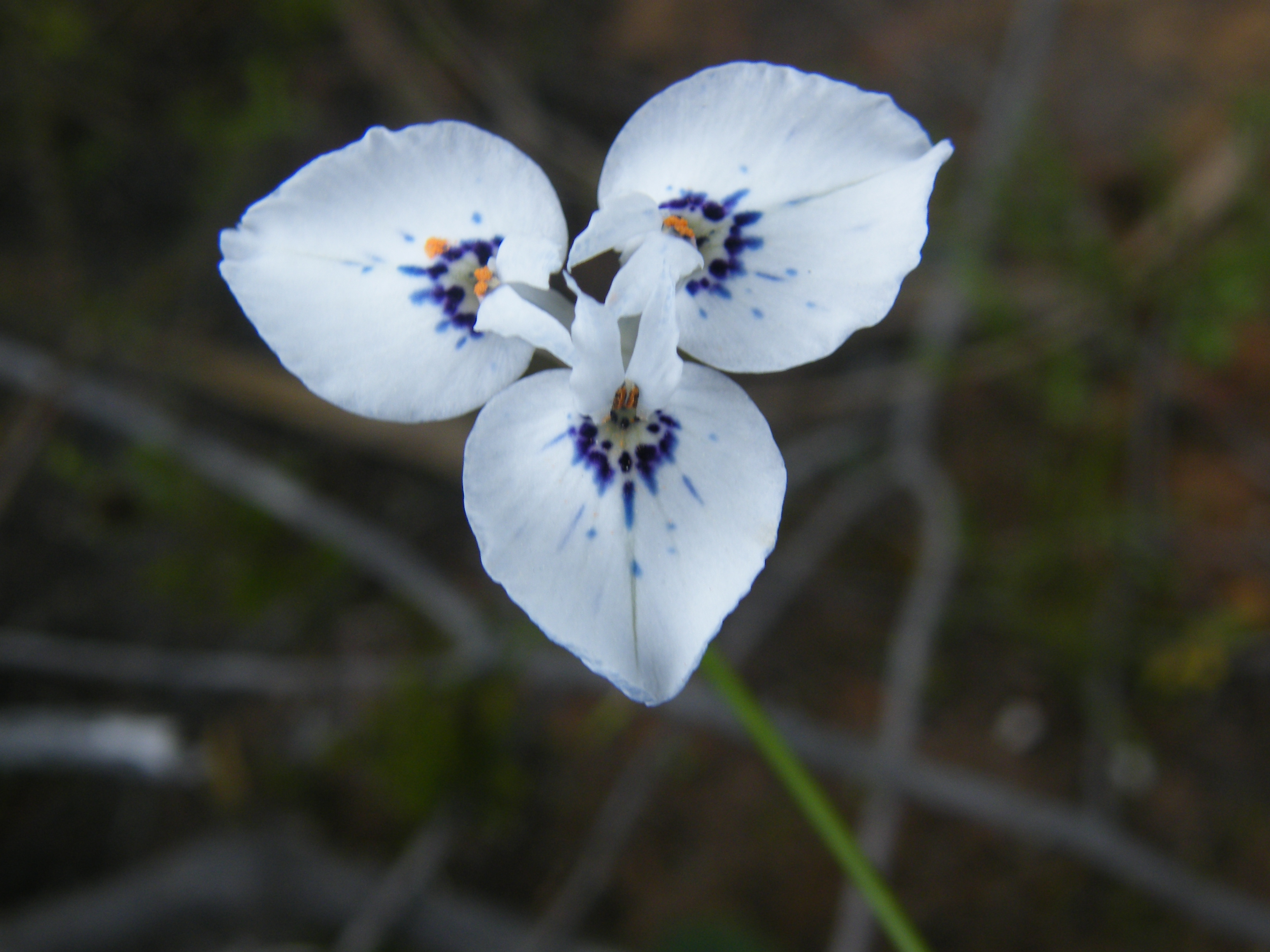